# Barrio de Arriba (Valle de Tabladillo)
Barrio de Arriba es una localidad perteneciente al municipio de Valle de Tabladillo, en la provincia de Segovia, comunidad autónoma de Castilla y León, España. En 2023 contaba con 6 habitantes.
En la zona existe un despoblado denominado Pajares.

## Historia
El territorio es repoblado durante la Reconquista por la Comunidad de Villa y Tierra de Sepúlveda, quedando encuadrado dentro del Ochavo de las Pedrizas y Valdenavares.

## Geografía

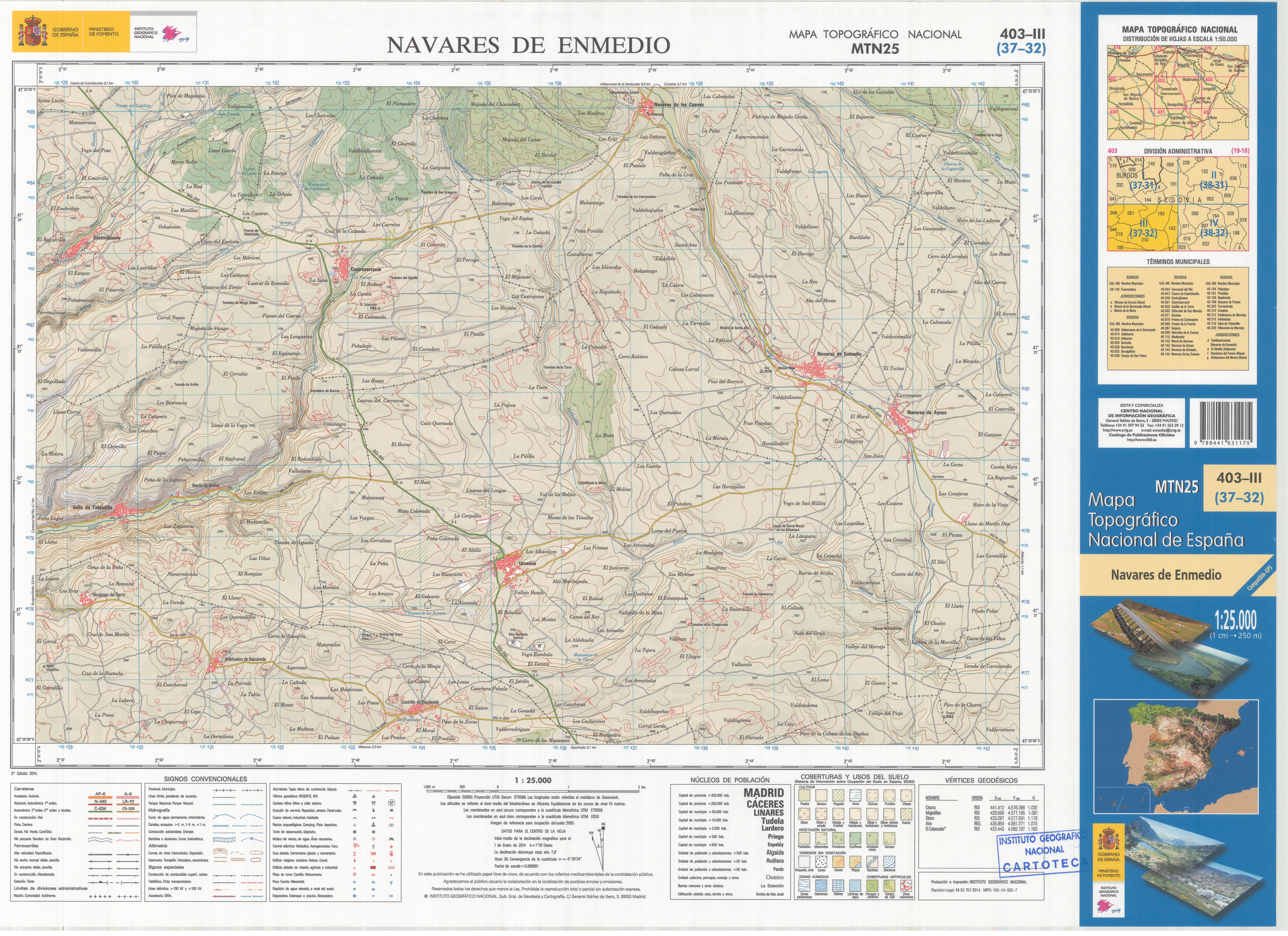
Fragmento de la hoja 403 del Mapa Topográfico Nacional de España de 2014 en el que se representa parte de Barrio de Arriba

Está situada a 0,7 km al este del núcleo de Valle de Tabladillo, junto al arroyo del Valle, a una altitud de 988 m s. n. m., con sus edificaciones alineadas a la vera de la carretera SG-V-2415 que lo conecta además de la capital municipal con la SG-241, nexo con Urueñas y Castroserracín.

## Demografía
| 27            | 28 | 20 | 17 | 14 | 11 | 12 | 12 | 11 | 10 | 8 | 6 | 4 |
| (Fuente: INE) |    |    |    |    |    |    |    |    |    |   |   |   |

## Patrimonio
- Formaciones rocosas creadas por la erosión del viento y el agua, conocidas por nombres como San Juan, Las Monjas, La Peña del Obispo o El Fraile. De este último se dice que "caga dulce” ya que un protegido orificio en la parte trasera sirvió antaño de colmenar para la obtención de miel. Las formaciones están flanqueadas por huertas y cañones como el del Boquerón.
- Arquitectura popular de adobe y madera, con elementos muy característicos, como galerías, aleros y entramados de madera.
- Ruinas de la Ermita de San Cristóbal, parroquia de la localidad, su campana y otras partes han sido trasladadas a la iglesia parroquial de Valle de Tabladillo.
- Ruinas de la Ermita de San Juan, antigua parroquia del despoblado de Pajares.
- Manantial del Buquerón, con catarata en primavera.
- Palomar tradicional, construido bajo un peñasco.
- Antigua fuente.[4][2][5][3]

## Fiestas
- San Isidro Labrador, el 15 de mayo.
- Tradición del remate, cada segundo fin de semana de noviembre tras la procesión de la Virgen de los Remedios. Los vecinos elaboran dulces que son ofrecidos a la Virgen y subastados, ese dinero es usado para reparaciones en la iglesia de Nuestra Señora de la Concepción en Valle de Tabladillo.
- La Inmaculada Concepción, el 8 de diciembre. Celebrada junto a Valle de Tabladillo, cuenta con misa, procesión y verbenas en la plaza del pueblo.[4][2]